# قنات زرشک سفلی
قنات زرشک سفلی روستایی در دهستان چهارگنبد بخش بلورد شهرستان سیرجان استان کرمان ایران است.

## جمعیت
بر پایه سرشماری عمومی نفوس و مسکن در سال ۱۳۹۵ جمعیت این مکان ۱۷۸ نفر (۶۸خانوار) بوده‌است.